# Acacia guarensis
Acacia guarensis é uma espécie de leguminosa do gênero Acacia, pertencente à família Fabaceae.